# Bowen Bridge
Le Bowen Bridge est un pont à quatre voies traversant la Derwent. Le pont est situé sur le fleuve à environ mi-chemin entre le pont Tasman et le pont de Bridgewater. Le pont relie la East Derwent Highway à la Brooker Highway à Glenorchy à quelque 10 kilomètres de Hobart.
Le Pont de Bowen a été construit avec des fonds fédéraux à la suite de l'effondrement du pont Tasman en 1975. Sa construction a coûté 49 M AUD. Il a été officiellement ouvert le 23 février 1984. Il a été construit pour aider les habitants de Hobart à traverser le Derwent si quelque chose devait arriver au pont Tasman. Lors des essais, la ville connut de nombreux problèmes de trafic, principalement parce que les infrastructures routières sur la rive orientale de la rivière sont incapables de gérer ces volumes de trafic.

## Galerie de photos

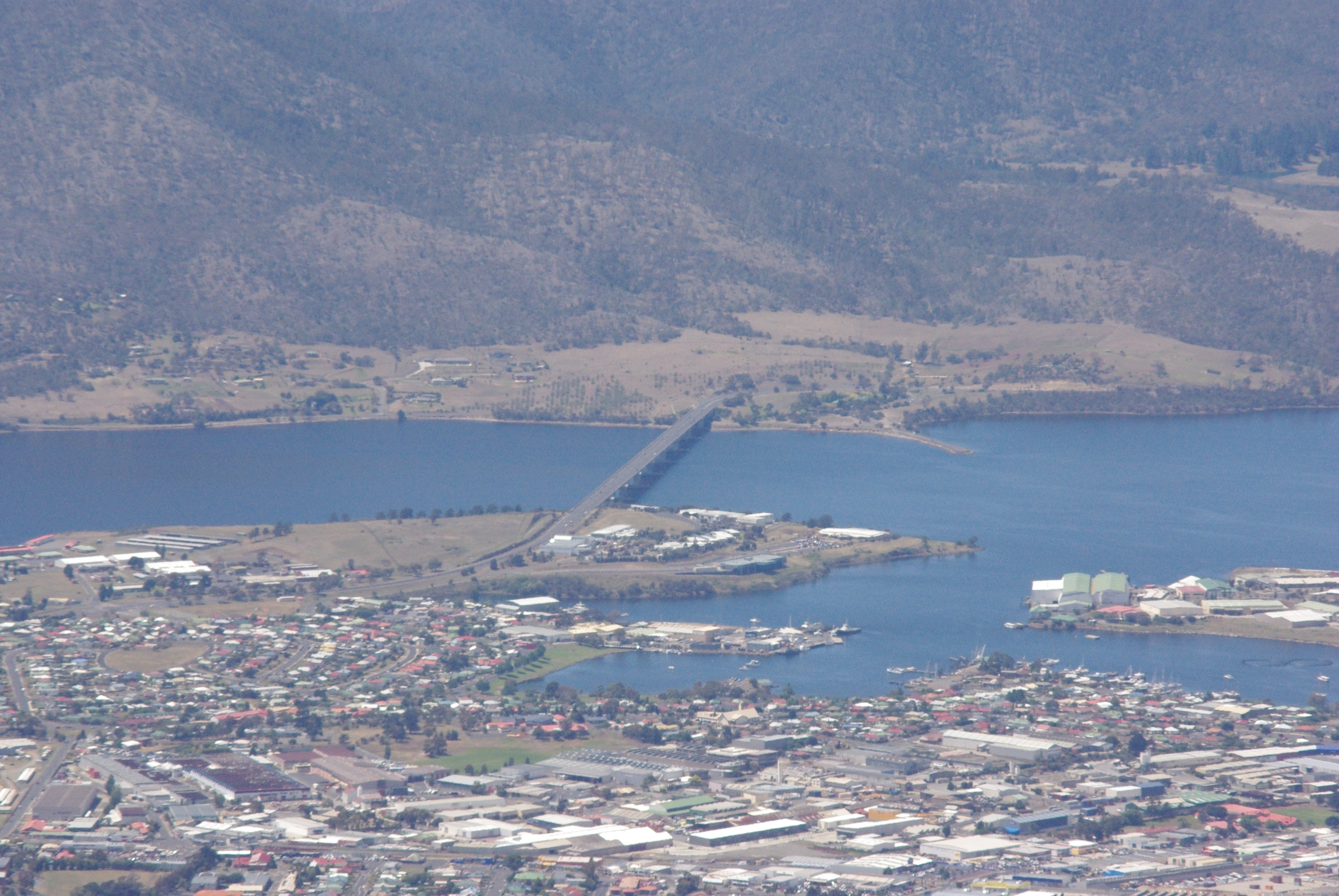
Vu du site (2009).
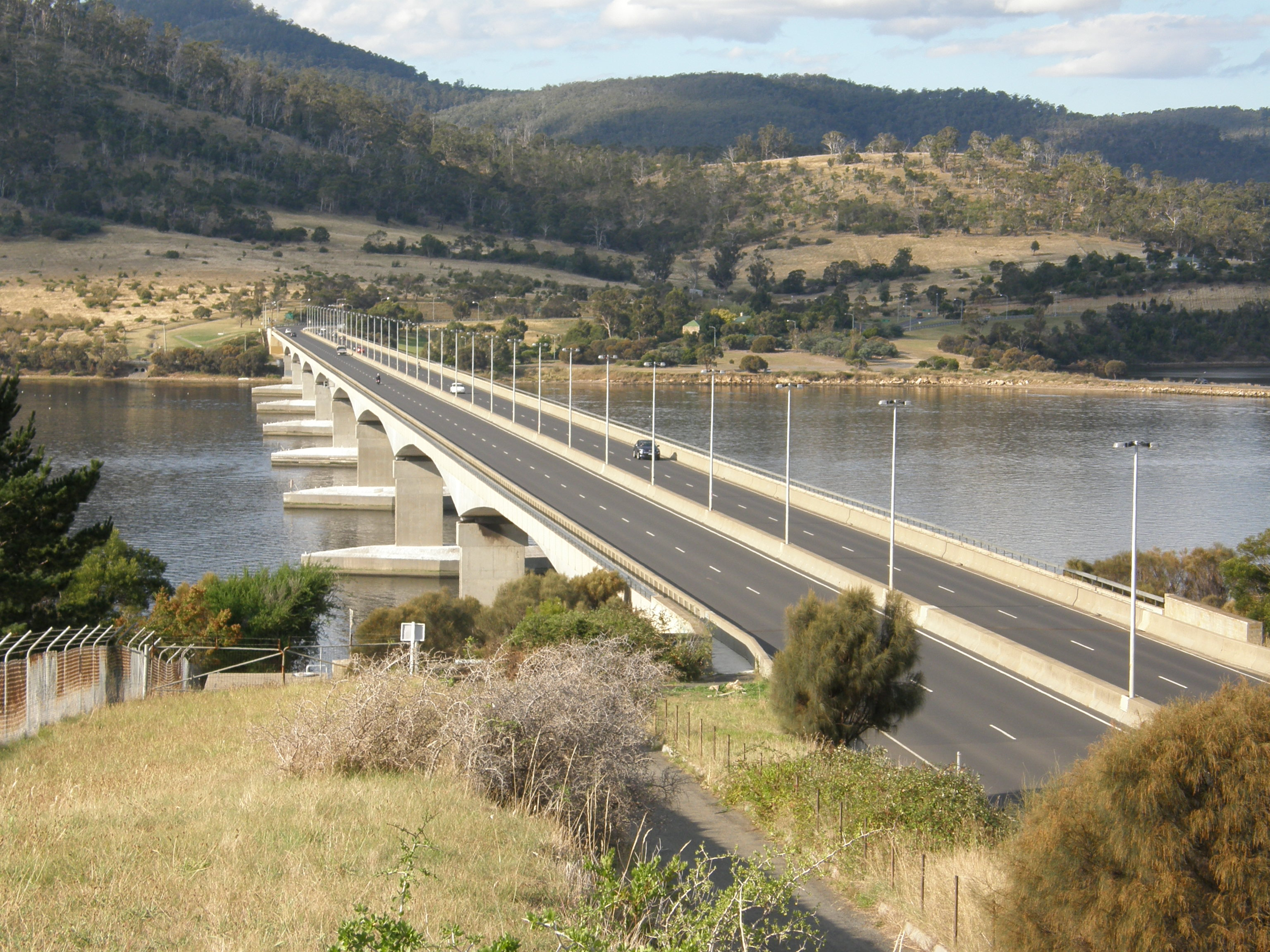
Bowen bridge vu depuis la rive occidentale.

- (en) Cet article est partiellement ou en totalité issu de l’article de Wikipédia en anglais intitulé « Bowen Bridge » (voir la liste des auteurs).